# Завита (притока Інструча)
Завита (рос. Завитая, нім. Kerschtuppe) — річка в Російській Федерації, що протікає в Калінінградській області. Ліва притока Інструча. Довжина — 11 км, площа водозабірного басейну — 21,6 км².